# 48
El año 48 (XLVIII) fue un año bisiesto comenzado en lunes del calendario juliano, en vigor en aquella fecha. 
En el Imperio romano, era conocido como el Año del consulado de Vitelio y Publícola (o menos frecuentemente, año 801 Ab urbe condita). La denominación 48 para este año ha sido usado desde principios del período medieval, cuando el Anno Domini se convirtió en el método prevalente en Europa para nombrar a los años.

## Acontecimientos
- Termina de construirse el fuerte Isca Dumnoniorum (actual Exeter), base de la Legio II Augusta en Britania
- El Templum Bellonae, hasta entonces lugar de reunión del Senado romano, es destruido por un incendio.
- Los xiongnu se dividen en dos ramas. Los xiongnu del norte mantienen su estilo de vida nómada en las estepas y los xiongnu del sur se ponen al servicio de los Han adoptando las influencias de la cultura china.

## Nacimientos
- Marciana, noble romana, hermana de Trajano.

## Fallecimientos
- Mesalina, tercera esposa del Emperador Romano Claudio